# Watubela
Watubela is een groep eilanden in de Molukken ten zuidoosten van Ceram.
Het gelijknamige en grootste eiland is 38 km² groot en het hoogste punt is 340 m.
Het enige zoogdier dat er voorkomt is de vleermuis Pteropus chrysoproctus.